# الكنيسة الكاثوليكية في مصر
الكنيسة الكاثوليكية في مصر صغيرة إلى حد كبير مقارنة بباقي السكان المسيحيين في مصر، الذين يمثلون أقلية كبيرة بين المسلمين (السُنة بشكل أساسي). يقال إن السكان الكاثوليك في مصر قد بدأوا أثناء السيطرة البريطانية على مصر. ومع ذلك، عاد الكثيرون إلى أوروبا بعد ثورة 1952 في مصر، والتي تسببت أيضًا في الإطاحة بالملك فاروق ملك مصر ونفيه. الكاثوليك في مصر تنتمي إلى سبعة طقوس متميزة وجه الخصوص الكنائس ذات الشرع الخاص فريدة، وأكبرها كنيسة القبطية الكاثوليكية، البطريرك في الإسكندرية بقيادة الولايات المتحدة.
غالبية المسيحيين في مصر هم أعضاء في الكنيسة القبطية الأرثوذكسية في الإسكندرية. يشكل عدد الكاثوليك (أقل من 200000) في مصر أقل بكثير من 1٪ من إجمالي السكان المصريين، وهو ما يقرب من 100 مليون شخص. ينحدر العديد من الكاثوليك اللاتينيين في مصر من أصول إيطالية أو مالطية، في حين أن الكاثوليك الملكيين في مصر والكاثوليك الموارنة هم في الغالب من أصول سورية لبنانية.

## أبرشيات
طقوس الاسكندرية
- بطريركية الأقباط الكاثوليك بالإسكندرية
- الأبرشية القبطية الكاثوليكية بالإسكندرية
- أبرشية أبي قرقاص
- أبرشية القوصية
- أبرشية الأقباط الكاثوليك بأسيوط
- أبرشية الأقباط الكاثوليك بالجيزة
- أبرشية الإسماعيلية القبطية الكاثوليكية
- أبرشية الأقباط الكاثوليك بالاقصر
- أبرشية الأقباط الكاثوليك بالمنيا
- أبرشية الأقباط الكاثوليك بسوهاج

الطقوس الرومانية
- نيابة لاتينية رسولية للإسكندرية بمصر

طقوس أنطاكية
- أبرشية القاهرة الكاثوليكية المارونية
- الأبرشية السريانية الكاثوليكية في القاهرة

طقوس أرمينية
- أبرشية الإسكندرية للأرمن الكاثوليك (الإسكندرية)

طقوس بيزنطية
- الأراضي الملكية البطريركية التابعة لمصر والسودان وجنوب السودان

طقوس كلدانية
- الأبرشية الكلدانية الكاثوليكية بالقاهرة

## الكاتدرائيات والبازيليكات
- (دير) بازيليك القديسة تريز الطفل يسوع في القاهرة، مصر (نيابة الإسكندرية الرسولية للروم الكاثوليك في مصر)
- كاتدرائية بازيليك سيدة فاطيما في القاهرة، مصر (الكنيسة الكلدانية الكاثوليكية في القاهرة)
- كاتدرائية المسيح الملك بالمنيا، مصر (أبرشية المنيا القبطية الكاثوليكية)
- كاتدرائية المسيح الملك بسوهاج، مصر (أبرشية سوهاج القبطية الكاثوليكية)
- كاتدرائية سيدة مصر في القاهرة، مصر (بطريركية الأقباط الكاثوليك بالإسكندرية)
- كاتدرائية القديسة كاترين في الإسكندرية، مصر (نيابة الإسكندرية الرسولية اللاتينية الكاثوليكية)
- كاتدرائية القديس مرقس بالإسماعيلية، مصر (أبرشية الإسماعيلية القبطية الكاثوليكية)
- كاتدرائية البشارة في القاهرة، مصر (أبرشية الإسكندرية للأرمن الكاثوليك)
- كاتدرائية الرقاد في الإسكندرية، مصر (إقليم الروم الملكيين الكاثوليك التابع لبطريرك مصر والسودان)
- كاتدرائية أم المحبة الإلهية بأسيوط، مصر (الأبرشية القبطية الكاثوليكية بأسيوط)
- كاتدرائية القيامة في القاهرة، مصر (إقليم الروم الملكيين الكاثوليك التابع لبطريرك مصر والسودان)
- الكاتدرائية المشتركة للسيدة هليوبوليس في القاهرة، مصر (نيابة الإسكندرية الرسولية الكاثوليكية اللاتينية في مصر)
- الكاتدرائية القبطية بالجيزة، مصر (أبرشية الجيزة القبطية الكاثوليكية)
- الكاتدرائية القبطية بالأقصر، مصر (أبرشية الأقباط الكاثوليك بلقصر)
- كاتدرائية مار يوسف المارونية في القاهرة، مصر (أبرشية القاهرة الكاثوليكية المارونية)
- الكاتدرائية السورية للوردية المقدسة في القاهرة، مصر (الكنيسة السريانية الكاثوليكية في القاهرة)[4]